# 陳積志
陳積志（英語：Jack Chan Jick-chi，1961年5月18日—），現任申訴專員，前藝人黃造時之夫婿，香港政府官員，曾任前民政事務局副局長及署理局長。

## 簡歷
陳積志在1983年取得香港大學社會科學榮譽學士學位，同年加入香港政府政務職系，並在2011年晉升首長級乙級政務官。他曾於多個政策局及部門工作，包括前文康市政科、警察總部、前民意匯集處、前政務總署、香港駐三藩市經濟貿易辦事處、前公務員事務科、前保安科、大學教育資助委員會、前工務局、前環境運輸及工務局。
陳積志在2001年曾出任大學教育資助委員會副秘書長。他在2008年4月出任首任文物保護專員，協助時任發展局局長林鄭月娥推行文物保育政策。在2010年卸任後，他調至民政事務局出任申辦亞運專責小組副組長，其後更署任組長一職。在2011年2月，陳積志出任民政事務總署副署長。
2017年8月，他獲政府委任為民政事務局副局長，加入林鄭月娥政府的問責團隊。他於2022年1月24日至6月30日獲委任為署理民政事務局局長。
2024年4月1日，陳積志展開五年申訴專員公署申訴專員任期。

## 爭議

### 輕視疫情出席聚會被送到竹篙灣檢疫中心隔離
2022年1月3日，因為冠狀病毒肺炎的新一波疫情在香港急速升溫，衛生署要求市民立即停止及取消所有人群聚集的宴會及社交活動，但香港特區政府多名主要官員及議員卻於同一天集體出席港區全國人大代表洪為民一個不跟足政府防疫指引（賓客進食以外時間除口罩、除口罩離檯交際唱歌和多人涉嫌沒掃安心出行入餐廳等等）的大型生日派對，超過170人在灣仔灣景中心的一家西班牙餐廳聚集。其後有人確診染疫，而被送到竹篙灣檢疫中心隔離21天，後因有涉事者為假陽性而被提早釋放。行政長官林鄭月娥於記者會表示，對有關人員知法犯法而感到失望。